# Mirabilis expansa
Mirabilis expansa (Ruiz & Pav.) Standl., conosciuta anche come mauka o chago, è una pianta appartenente alla famiglia delle Nyctaginaceae. Viene coltivata come ortaggio da radice nelle Ande, ad altitudini fredde e ventose tra 2200 e 3500 m. La parte fuori dalla terra muore con il gelo, ma la radice è piuttosto resistente. Le radici possono raggiungere le dimensioni dell'avambraccio di un uomo e la resa può arrivare a 50 t/ha dato un tempo di maturazione di due anni.
È considerata una coltura sottoutilizzata e ha suscitato interesse per la sua capacità di crescere in condizioni sfavorevoli ad altre colture da radice. La regione andina è considerata uno dei luoghi più importanti per lo sviluppo e la diversificazione delle colture.

## Storia
La mauka era una coltura molto importante per l'Impero Inca e veniva considerata perduta. La coltivazione della mauka è stata descritta per la prima volta in una comunità rurale in Bolivia negli anni '60. Quindici anni dopo è stata rinvenuta in Ecuador e Perù e che rimangono la più grande area di produzione. È stato ipotizzato che la ragione per cui la mauka è sopravvissuta in tre località separate sia dovuta alla politica degli Inca di trapiantare le colture di valore nelle comunità di tutto l'impero.

## Descrizione
La mauka appartiene alla famiglia delle Nyctaginaceae. Può crescere fino a un metro di altezza ed è relativamente resistente alle malattie. La mauka produce una radice commestibile e la sua parte superiore contiene abbondante fogliame commestibile che si sviluppa dai germogli basali. Gli steli della mauka sono di forma cilindrica e separati da nodi; da questi nodi nascono coppie di foglie. Le infiorescenze sono su rami lunghi e sottili, la cui lunghezza varia tra 3 e 6 cm. Questi rami sono ricoperti di peli che intrappolano frequentemente piccoli insetti. Il colore dei fiori varia a seconda della posizione geografica. In Bolivia i fiori sono viola e in Ecuador sono viola e bianchi. Gli steli sotterranei sono di colore rosa salmone e sono lisci e carnosi. È stato osservato che le radici mature di mauka possono raggiungere la lunghezza e il diametro di un avambraccio umano.

## Coltivazione
La mauka può riprodursi tramite semi oppure può propagarsi per via vegetativa utilizzando germogli basali, talee o polloni. La propagazione vegetativa è la tecnica più utilizzata. Se una pianta si riproduce tramite un germoglio basale, solitamente può essere raccolta dopo un anno. Se si utilizza un pollone, potrebbe essere necessario più tempo prima che la pianta possa essere raccolta. In Ecuador, gli agricoltori intercoltivano la mauka con il mais per ottimizzare la struttura del terreno per lo sviluppo delle radici. La mauka può crescere con un minimo di 500 mm/anno di pioggia, ma preferisce una piovosità annuale compresa tra 600-800 mm/anno. Il livello minimo assoluto di pH con cui la mauka può sopravvivere è 5,5, ma il livello ottimale è compreso tra 6 e 7. Solitamente la mauka viene raccolta ogni anno, ma può essere lasciata nel terreno per lunghi periodi di tempo. Dopo due anni di crescita le rese aumentano sostanzialmente. I potenziali vantaggi della mauka per gli agricoltori poveri sono rappresentati dall'economicità della riproduzione (può avvenire tramite propagazione vegetativa) e dalla ridotta manodopera richiesta. Uno svantaggio potenziale è il lungo periodo di crescita. Gli agricoltori poveri potrebbero non essere in grado di aspettare due anni affinché la resa raggiunga i livelli ottimali.
La mauka è una coltura tollerante allo stress, può essere coltivata ad altitudini fredde e ventose superiori ai 2700 metri. È in grado di sopravvivere in luoghi con venti costanti e freddo quasi costante, due fattori che sottopongono il raccolto a notevole sforzo fisico e stress. Un vantaggio della mauka è la sua capacità di resistere a condizioni difficili, il che lo rende una coltura ideale per le regioni ad alta quota e con condizioni climatiche avverse.

## Usi
La mauka produce una grande quantità di steli e radici commestibili. Le radici di alcune forme, se ingerite direttamente, possono irritare le mucose; è opportuno essiccarle al sole e bollirle prima di consumarle, per eliminare la sostanza irritante. Una volta esposta la radice al sole, il sapore astringente e amaro viene sostituito dal sapore dolce. Le forme boliviane sono spesso più irritanti di quelle ecuadoriane.
Anche le foglie sono commestibili e possono essere utilizzate nelle insalate e nelle salse piccanti. Le radici possono essere preparate nello stesso modo della patata dolce o della manioca, due colture simili, e possono essere un ingrediente in zuppe e stufati. In una delle preparazioni tradizionali le radici bollite vengono mescolate con miele e cereali tostati. In Ecuador si prepara la mauka in due modi: salato e dolce. Per preparare la mauka come dolce, la pianta viene sepolta per una settimana nel terreno con strati di paglia d'orzo alternati tra di essa per concentrare gli zuccheri. L'acqua di cottura della mauka consente di ottenere una bevanda dolce e molto gustosa. In Bolivia, gli steli e le radici vengono lasciati maturare e poi tagliati e cotti. L'acqua di cottura viene servita come bibita analcolica.
La mauka può essere utilizzata per nutrire il bestiame, consentendo di utilizzare l'intera pianta. I molteplici usi diversi della mauka le conferiscono un grado di conversione più elevato rispetto ad altri sottoprodotti agricoli.